# Tribunal Central de Instrução Criminal (Lisboa)
O Tribunal Central de Instrução Criminal (TCIC), conhecido na gíria comum como "Ticão", é um tribunal português especializado, localizado em Lisboa, com competência para a instrução criminal de processos cuja atividade criminosa grave ou altamente organizada decorra em comarcas integradas em áreas de jurisdição de diferentes tribunais da relação, tendo jurisdição sobre todo o território nacional.
O tribunal está instalado na Rua Gomes Freire, em Lisboa, perto da sede da Polícia Judiciária. 